# Olisipo (boletim)
Olisipo : boletim do Grupo "Amigos de Lisboa" foi fundado em 1938 sob a direção de Gustavo de Matos Sequeira e edição do Grupo Amigos de Lisboa cuja temática central incide sobre Lisboa e o seu património histórico-cultural.